# Kōki Uchiyama
Pour les articles homonymes, voir Uchiyama.
 (avril 2020).
Si vous disposez d'ouvrages ou d'articles de référence ou si vous connaissez des sites web de qualité traitant du thème abordé ici, merci de compléter l'article en donnant les références utiles à sa vérifiabilité et en les liant à la section « Notes et références ».
Kōki Uchiyama (内山 昂輝, Uchiyama Kōki), né le 16 août 1990 à Saitama est un acteur et seiyū japonais.
Il est principalement connu pour avoir prêté sa voix à Roxas et à Ventus dans la série de jeux vidéo Kingdom Hearts.

## Doublage

### Cinéma
- 2001 : La Cour de récré : Vive les vacances ! : T. J. Detweiler
- 2003 : Pirates des Caraïbes : La Malédiction du Black Pearl : William Turner jeune
- 2003 : Animatrix : Masaji
- 2003 : Peter Pan : Slightly Soiled
- 2003 : Le Retour : Ivan
- 2003 : Le Secret des frères McCann : Walter Coleman
- 2004 : Neverland : George Llewelyn Davies
- 2004 : Les Désastreuses Aventures des orphelins Baudelaire : Klaus Baudelaire
- 2004 : Le Roi Arthur : Arthur jeune
- 2003 : Treize à la douzaine : Dylan Shenk
- 2005 : Robots : Rodney jeune
- 2005 : Les Aventures de Shark Boy et Lava Girl : Shark Boy
- 2007 : Les Rois de la glisse : Cody
- 2008 : Twilight, chapitre I : Fascination : Jacob Black
- 2009 : Twilight, chapitre II : Tentation : Jacob Black
- 2009 : Terminator Renaissance : Kyle Reese
- 2010 : Twilight, chapitre III : Hésitation : Jacob Black
- 2011 : Hotarubi no mori e : Gin
- 2011-2012 : Twilight, chapitre IV : Révélation : Jacob Black

### Télévision
- 1997-2001 : La Cour de récré : T. J. Detweiler
- 2004 : FBI : Portés disparus (1 épisode) : Aaron
- 2005 : American Dragon: Jake Long : Jake Long
- 2006 : Fairy Tail : Midnight
- 2006-2010 : Reborn! : Kozato Enma
- 2007 : Ghost Hound : Un élève
- 2007 : The Legend : Hogae jeune
- 2008 : Beyblade Metal Fusion : Jack
- 2008-2009 : Soul Eater : Evans
- 2010 : Shiki : Natsuno Yuuki
- 2010-2012 : Gundam Unicorn (OAV) : Banagher Links
- 2011 : Aquarion Evol : Kagura Demuri
- 2011 : C : Kimimaro Yoga
- 2011 : Guilty Crown : Daryl Yan
- 2011 : Infinite Stratos : Ichika Orimura
- 2011 : Kimi to Boku : Yuta Asaba
- 2011-2012 : Yu-Gi-Oh! Zexal : Kaito Tenjo
- 2012 : Kimi to Boku 2 : Yuta Asaba
- 2012 : Tsuritama : Natsuki Usami
- 2013 : Hunter × Hunter : Meruem
- 2014 : Haikyū!! : Kei Tsukishima
- 2014 : Barakamon : Hiroshi Kido
- 2014 : Amagi Brilliant Park : Kanie Seiya
- 2014-2015 : Nisekoi : Raku Ichijô
- 2016-2024 : My Hero Academia : Shigaraki Tomura
- 2016 : Yuri on Ice  : Yuri Plisetsky
- 2017 : The Ancient Magus Bride : Ruth
- 2017 : Evil or Live : Shin
- 2018 : Violet Evergarden  : Benedict Blue
- 2018 : Devilman Crybaby : Akira Fudo
- 2018 : Fate/Apocrypha : Amakusa Shirou Tokisada
- 2018 : Free! Dive to the future : Ikuya Kirishima
- 2019 : Demon Slayer: Kimetsu no Yaiba : Rui
- 2019 : Sarazanmai : Toi Kuji
- 2019 : Astra - Lost in Space : Ulgar Zweig
- 2020 : Jujutsu Kaisen : Toge Inumaki
- 2021 : Horimiya : Izumi Miyamura
- 2021 : Takt op.Destiny : Takt Asahina
- 2022 : Blue Lock : Itoshi Rin
- 2023 : Trigun Stampede : Legato Bluesummers
- 2023 : Mon histoire d'amour avec Yamada à Lv999 : Akito Yamada
- 2023 : Buddy Daddies : Rei Suwa
- 2024 : Kaiju n°8 : Gen Narumi
- 2024 : Dragon Ball Daima : Glorio
- 2024 : Blue Exorcist Shimane Illuminati Saga : Lucifer
- 2024 : Gloutons et Dragons : Mithrun
- 2024 : Delicious in Nursery : Theodore Classico
- 2024 : Mashle : Carpaccio Luo-Yang
- 2024 : My Hero Academia 7 : Tomura Shigaraki
- 2024 : Nina du royaume aux étoiles : Seto
- 2024 : Oshi no Ko 2 : Taiki Himekawa
- 2024 : Solo Leveling : Kang Taeshik
- 2024 : Les Carnets de l'Apothicaire : Rikuson
- 2024 : Wind Breaker : Kyōtarō Sugishita
- 2024 : Mission: Yozakura Family : Sui Aoi
- 2025 : Captived by you : Jōji Ema
- 2025 : Sakamoto Days : Gaku
- 2025 : To Be Heroine : Garçon dragon
- 2025 : Bloom : Saku Natsusawa

### Jeux vidéo
- 2006 : Kingdom Hearts 2 : Roxas
- 2007 : The World Ends with You : Neku Sakuraba
- 2009 : Kingdom Hearts : 358/2 Days : Roxas
- 2009 : Mobile Suit Gundam: Gundam vs. Gundam Next : Banagher Links
- 2010 : Kingdom Hearts: Birth by Sleep : Roxas et Ventus
- 2010 : Kingdom Hearts: Re:Coded : Roxas
- 2010 : Mobile Suit Gundam: Extreme Vs. : Banagher Links
- 2011 : Final Fantasy Type-0 : Lean
- 2011 : SD Gundam G Generation WORLD : Banagher Links
- 2012 : Kingdom Hearts 3D : Dream Drop Distance : Neku Sakuraba, Ventus et Roxas
- 2012 : Rune Factory 4 : Lest
- 2017 : Dragon Quest XI : Les Combattants de la destinée : Erik
- 2020 : Genshin Impact : Razor